# 青木重市
青木 重市（あおき じゅういち、1955年8月10日 - ）は、山形県東田川郡立川町（現：庄内町）出身の元プロ野球選手（投手）。

## 経歴
立川中、鶴岡商業高では3年夏の県大会準優勝、社会人野球の山形相互銀行に入行する。中央球界では全くの無名だったが、阪神のスカウトだった久保征弘に注目された。
1978年のプロ野球ドラフト会議で、阪神タイガースから谷松浩之の外れ4位として指名を受け入団する。契約金は1500万。
しかし、一軍公式戦で登板する事は無く、1981年限りで阪神タイガースを退団し、現役を引退する。
現役引退後の1982年は、横浜大洋ホエールズで打撃投手を務めた。

## 選手としての特徴
サイドスローから球威のあるクセ球を投げ、同じ東北出身で元阪急の山田久志を彷彿とさせるピッチングだった。武器はスライダー。

## 人物
入団時にはすでに妻がおり、安定していた銀行員の職を離れて入団した。
入団会見には妻の奈津子も同席した。
会見で「銀行員をやっていれば地道にくらせたのかも知れないけど、実力の世界で力をためしたかった。家族のためにも頑張ります」と発言している。

## 詳細情報

### 年度別投手成績
- 一軍公式戦登板なし

### 背番号
- 14 （1979年）
- 48 （1980年 - 1981年）
- 82 （1982年）